# Phyllium exsectum
Phyllium exsectum är en insektsart som beskrevs av Oliver Zompro 200. Phyllium exsectum ingår i släktet Phyllium och familjen Phylliidae. Inga underarter finns listade i Catalogue of Life.